# 刘树铮

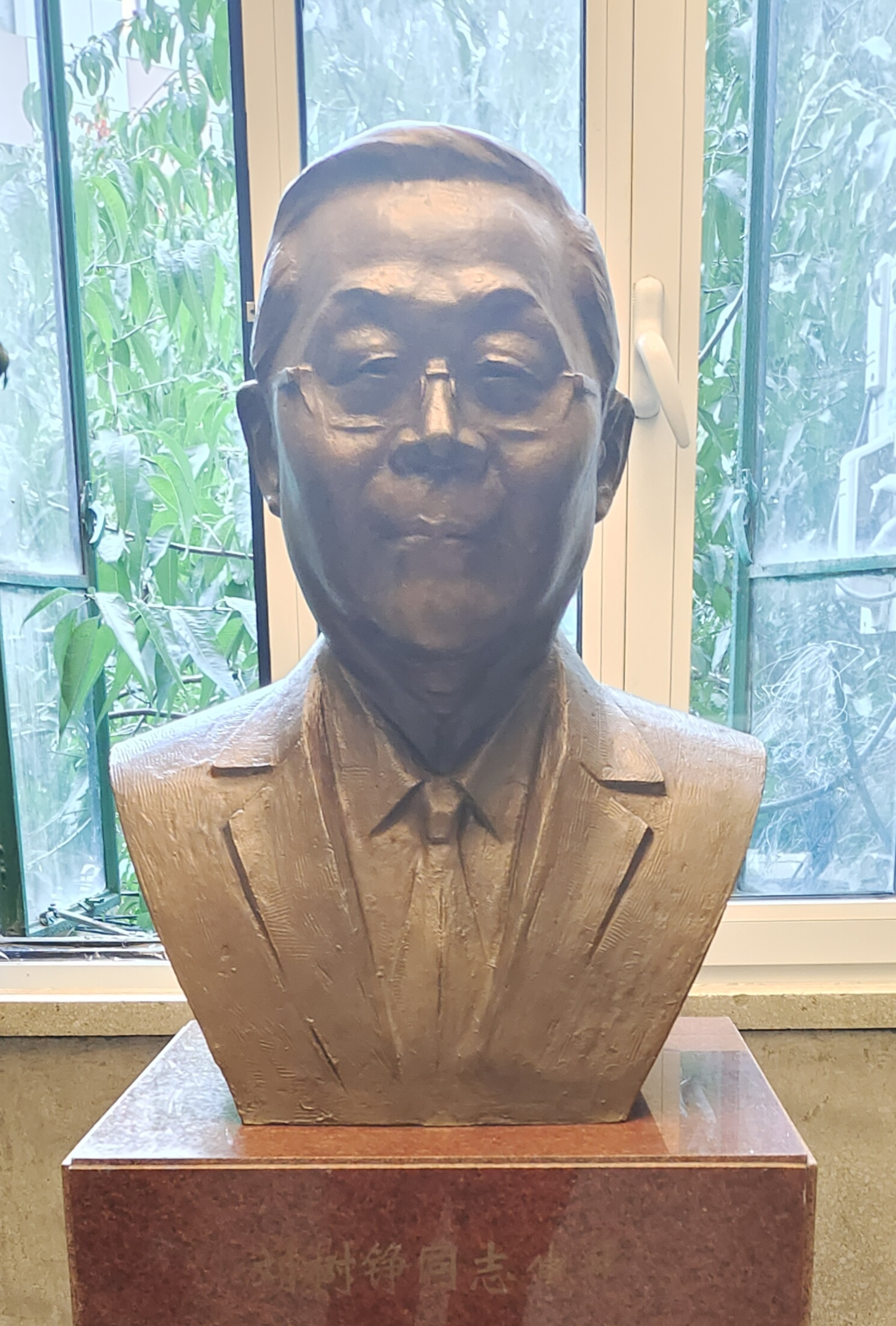
劉樹錚塑像，位於吉林大學新民校區

刘树铮（1925年—2012年5月29日），男，湖南长沙人（一作湖北武汉人），中国放射生物学家、医学教育家，曾任白求恩医科大学校长、教授、博士生导师。